# Vidua codringtoni
La viuda verdosa (Vidua codringtoni) es una especie de ave paseriforme perteneciente a la familia Viduidae. Es una especie no amenazada según la IUCN. Se puede encontrar en Malaui, Tanzania, Zambia y Zimbabue. Aparece en la moneda de 5 ngwee de Zambia.